# Neuroanatomia
Neuroanatomia é o ramo da anatomia que estuda a organização anatômica do sistema nervoso. Nos animais vertebrados, estuda as inumeráveis ligações entre os nervos do cérebro até a região ("periférica") do corpo a qual tem conexão e a estrutura interna do cérebro, em particular. Ambos assuntos são objeto de estudos extremamente elaborados. Como resultado, o estudo da neuroanatomia desenvolveu uma disciplina em si, embora também represente uma especialização dentro da neurociência. Investiga também, com igual importância, o delineamento das regiões do cérebro, a distinção entre as estruturas e mantêm centralizado seu foco de atenção para a investigação de como este complexo sistema trabalha. Por exemplo, muito de que os neurocientistas aprenderam advém da observação sobre "lesões" em áreas específicas do cérebro e como afeta o comportamento na relação com outras funções neurais.